# تلگته
شهر تلگته (به آلمانی: Telgte) در ایالت نوردراین-وستفالن در کشور آلمان واقع شده‌است.